# Francesc Obiols
Francesc Obiols Argerich (* 10. März 1975 in Andorra La Vella), oder kurz Francesc Obiols, ist ein ehemaliger andorranischer Fußballspieler auf der Position eines Verteidigers. Er war zuletzt für CF Organyà in Spanien und die andorranische Fußballnationalmannschaft aktiv.

## Karriere

### Verein
Obiols begann seine Vereinskarriere in Spanien, wo er ab dem Jahr 1996 im Kader des unterklassigen Vereins CF Organyà aus der Region Katalonien stand. Ob er dem Verein bereits davor angehörte, ist aus den Quellen ebenso nicht ersichtlich wie genaue Daten über die Anzahl seiner Einsätze. Hier platzierte er sich mit der Auswahl in der Saison 1996/97, auf einen Platz im Mittelfeld der Tabelle in der achtklassigen Segona Territorial. Ob Obiols seine Vereinskarriere nach Ablauf der Saison im Jahr 1997 beendete, weiterhin im Kader von CF Organyà verblieb oder zu einem anderen Verein wechselte und dort seine Karriere fortführte, ist nicht bekannt.

### Nationalmannschaft
Sein Debüt für die andorranische Fußballnationalmannschaft gab Obiols am 13. November 1996, im Freundschaftsspiel unter Trainer Isidre Codina, gegen die Auswahl von Estland (1:6). Es war das erste Länderspiel der La Tricolor überhaupt und Obiols gehört, neben 15 weiteren Spielern, zu jenen die erstmals auf Internationaler Ebene für das Land aufliefen. Er selbst war dabei der einzige Spieler des CF Organyà, der in die Reihen der Nationalmannschaft berufen wurde. Die Partie sollte jedoch sein einziger Einsatz im Trikot der La Tricolor bleiben.